# ذوالفقارخان افشار
ذوالفقار خان افشار خمسه‌ای جد اعلای خاندان ذوالفقاری و از امیران بزرگ سپاه نادرشاه افشار  بود.
در بازگشت کریم خان از سفر آذربایجان به حکومت زنجان منصوب شد. اما داعیه سلطنت داشت و با استبداد و خودسری در زنجان حکمرانی می‌کرد. رفته رفته بر اثر بدگویی‌های درباریان، کریم‌خان به او بدگمان شد و به شیراز احضارش کرد. ولی ذوالفقارخان مادر خود را که زنی ادیب، زبان‌آور و مطلع بود نزد کریم‌خان فرستاد. شفاعت مادر مؤثر شد و ذوالفقارخان در حکومت زنجان باقی ماند. ولی تدریجاً آثار حکومت مستبدانه او بر خان زند آشکار شد، تاجایی که سپاهی را برای مقابله با وی روانه زنجان ساخت. ذوالفقارخان شکست خورد و محبوساً به شیراز منتقل شد. اما مدتی بعد مورد عفو کریم‌خان قرار گرفت و به زنجان بازگشت. او بعد از مرگ کریم خان در ۱۱۹۳، در زنجان شورش کرد و در مدت کمی قزوین، تهران و گیلان را گشود. ولی سرانجام مغلوب شد، به خلخال گریخت و در همان‌جان به قتل رسید.
نوهٔ او حسین‌قلی‌خان افشار، شاعرو خطاط مشهور خمسه ای و از ملتزمین رکاب عباس میرزا بود.فرزند حسینقلی خان ذوالفقارخان سهم السلطنه است که فرمانده فوج سوار خمسه بود و در ماموریت خراسان و جنگ ترکمانان و فتح هرات لقب اسعدالدوله و درجه امیرتومانی گرفت.